# Ющиев, Николай Александрович
Никола́й Алекса́ндрович Ю́щиев (декабрь 1895 года, деревня Колатсельга, Олонецкая губерния — 14 января 1938 года, Петрозаводск) — советский государственный и партийный деятель, Председатель Карельского ЦИКа (1929—1934).

## Биография
Родился в крестьянской семье, карел. Образование начальное. Работал по найму на лесозаготовках, на сплаве леса. В 1915 году был призван на военную службу.
По возвращении с 1918 года работал секретарём Тулмозерского волостного исполнительного комитета. В 1919 году принят в члены РКП(б), работал в Олонецкой уездной милиции, уполномоченным Революционного комитета Карельской трудовой коммуны по проведению продналога в Кемском уезде. С 1921 по 1924 год — секретарь Исполкома Карельской Трудовой Коммуны, член Президиума, секретарь КарЦИКа, секретарь Карело-Мурманского военно-революционного комитета.
В 1924—1925 годах — Нарком внутренних дел Автономной Карельской ССР.
В 1925—1927 годах — председатель Кемского уездного исполнительного комитета.
В 1928—1934 годах — председатель ЦИК Автономной Карельской ССР, член бюро Карельского областного комитета ВКП(б). В 1931 году был избран членом ЦИК СССР. Избирался делегатом Всекарельских и Всесоюзных съездов Советов.
В 1934 году отстранён от должности председателя ЦИК АКССР, назначен директором Ильинского лесозавода.
Арестован 23 августа 1937 года по «делу Э. А. Гюллинга», 14 января 1938 года был осужден за «пропаганду или агитацию, содержащие призыв к свержению, подрыву или ослаблению Советской власти или к совершению отдельных контрреволюционных преступлений» и тот же день расстрелян в окрестностях Петрозаводска.
Реабилитирован решением Военного трибунала Северного военного округа от 8 февраля 1958 года.